# Nicole Söder
Nicole Söder (* 10. Juni 1980 in Bretten) ist eine ehemalige deutsche Fußballspielerin.

## Fußball
Ihre Karriere begann Söder 1990 beim VfL Mühlbach, wechselte dann 1993 zur SG Kirchardt, spielte aber noch eine Saison lang bei den Junioren des VfL Mühlbach mit. 1999 wechselte sie zum damaligen Zweitligisten TSV Crailsheim. Zur Saison 2002/2003 wechselte sie dann zum SC Freiburg in der 1. Bundesliga.
Nachdem sie fast die komplette Saison 2008/2009 wegen eines Kreuzbandrisses aussetzen musste, verließ sie 2009 den Verein. Ursprünglich hatte sie ihre Karriere bereits 2008 beenden wollen.
Zwischen 1993 und 1999 kam Söder in den verschiedenen Auswahlen (U13, U15, U20, Frauen-Auswahl) des Badischen Fußballverbandes zum Einsatz, zwischen 1999 und 2002 auch in der U21 der Württembergischen Auswahl.

## Persönliches
Söder absolvierte erfolgreich den Ingenieursstudiengang Produktion und Logistik an der FH Heilbronn und war im Oktober 2006 im Qualitäts-/Lieferantenmanagement in der Freiburger Niederlassung eines weltweit operierenden Medizintechnikunternehmens tätig.

## Statistik
| - 2. Bundesliga (Gruppe Süd) 1999–2002 65 Spiele, TSV Crailsheim | - 1. Bundesliga - Saison 2002/2003, SC Freiburg 22 Spiele - Saison 2003/2004, SC Freiburg 22 Spiele - Saison 2004/2005, SC Freiburg 17 Spiele - Saison 2005/2006, SC Freiburg 17 Spiele - Saison 2006/2007, SC Freiburg 22 Spiele - Saison 2007/2008, SC Freiburg 19 Spiele, 1 Tor - Saison 2008/2009, SC Freiburg 3 Spiele | - DFB-Pokal - Saison 2002/2003, SC Freiburg 2 Spiele - Saison 2003/2004, SC Freiburg 3 Spiele - Saison 2004/2005, SC Freiburg 4 Spiele - Saison 2006/2007, SC Freiburg 2 Spiele - Saison 2007/2008, SC Freiburg 1 Spiel - Saison 2008/2009, SC Freiburg 1 Spiel |

2012/2013 spielte sie für die Frauen des PSV Freiburg bei den Amateuren und hatte einen Einsatz im DFB-Pokal der Frauen.

## Erfolge
- Württembergische Meisterin (Aufstieg in die Regionalliga Süd): 2000
- Württembergische Pokalsiegerin: 2000, 2002